# Harlan J. Bushfield
Harlan John Bushfield, född 6 augusti 1882 i Atlantic i Iowa, död 27 september 1948 i Miller i South Dakota, var en amerikansk republikansk politiker. Han var den 16:e guvernören i delstaten South Dakota 1939-1943. Han representerade därefter South Dakota i USA:s senat från 3 januari 1943 fram till sin död.
Bushfield studerade vid Dakota Wesleyan University 1899-1901. Han avlade 1904 juristexamen vid University of Minnesota. Han inledde sedan sin karriär som advokat i Miller. Han gifte sig 15 april 1912 med Vera Cahalan. Paret fick tre barn: Mary Janeth, John Pearson och Harlan J., Jr. Bushfield vann 1938 års guvernörsval i South Dakota. Han omvaldes två år senare. Bushfield vann sedan senatsvalet 1942 mot demokraten Tom Berry. I senaten var han en motståndare till Förenta nationerna. Bushfield avled plötsligt i en hjärnblödning. Änkan Vera utnämndes till senaten efter hans död.